# Heek
Heek település Németországban, azon belül Észak-Rajna-Vesztfália tartományban. Lakosainak száma 8788 fő (2023. december 31.). Heek Gronau, Ahaus, Metelen, Schöppingen és Legden községekkel határos.

## Népesség
A település népességének változása:
| Lakosok száma | 6675 | 8505 | 8563 | 8681 | 8628 | 8830 | 8788 |
|               | 1975 | 2015 | 2017 | 2019 | 2021 | 2022 | 2023 |